# ND Ilirija 1911
Nogometno društvo Ilirija 1911 (Ilirija) je nogometni klub iz Ljubljane, regija Središnja Slovenija, Republika Slovenija.
Klub je osnovan 9. lipnja 1911. godine i najstariji je još uvijek aktivni nogometni klub u zemlji. Trenutno se natječe u Drugoj SNL, drugom rangu slovenskog nogometnog sustava.

## O klubu

### SK Ilirija (1911. – 1941.)
Početkom 20. stoljeća nogomet je u Ljubljanu došao iz Beča, a igrali su ga uglavnom studenti. Sportski klub Ilirija osnovan je 9. lipnja 1911. godine u pivnici Roža na Židovskoj cesti u Ljubljani. Albin Kandare izabran je za prvog predsjednika Ilirije, a njihovo prvo igralište bilo je u parku Tivoli. Prvu utakmicu Ilirija je odigrala 30. srpnja 1911. i završila porazom od 18:0 protiv Hermesa, lokalnog studentskog kluba koji je osnovan 1910. Ubrzo nakon prve utakmice Ilirija se spojila s Hermesom 1913. Prvih nekoliko godina Ilirija nije imala konkurenciju u Sloveniji i uglavnom su igrali prijateljske utakmice protiv zagrebačkih klubova kao što su HAŠK, Građanski i Concordia. Važna prekretnica bila je prijateljska utakmica s praškom Slavijom u Ljubljani odigrana 5. kolovoza 1913., koju je Ilirija izgubila 10:0. Igrači i osoblje Ilirije bili su toliko impresionirani Slavijinim prikazom profesionalno treniranog nogometa da su uspjeli uvjeriti igrača Slavije Jirkovskog da ostane u Ljubljani i postane prvi menadžer Ilirije. Najbolji i najpopularniji igrači Ilirije tog vremena bili su Stanko Tavčar, Ernest Turk, Stanko Pelan i Oto Oman.
Početkom Prvog svjetskog rata Ilirija i Slovan (osnovan 1913. i danas aktivan) bili su jedina dva nogometna kluba u Sloveniji, a tijekom rata sve nogometne aktivnosti su obustavljene. Godine 1919. ponovno djeluje Ilirija, a ubrzo nakon nje i Slovan. Nogomet je brzo stekao popularnost i otprilike u isto vrijeme zaživjeli su brojni drugi slovenski klubovi poput Olimpa u Celju, I. SSK u Mariboru i ASK Primorje u Ljubljani, a potonji je u sljedećem desetljeću postali najveći rivali Ilirije.
Ilirija je tada postala prvi regionalni prvak Slovenije (koja je u to vrijeme bila dio Kraljevine Jugoslavije), osvojivši prvo prvenstvo Slovenije 1920. godine, te je nastavila s osvajanjem ukupno 12 slovenskih naslova između 1920. i 1935. Do sredine 1930-ih i Ilirija i Primorje susreli su se s financijskim poteškoćama što je dovelo do njihovog spajanja i formiranja nogometnog kluba SK Ljubljana 1936. godine. Između 1936. i 1941. SK Ljubljana bila je jedna od najboljih momčadi u Sloveniji (osvojivši slovenska prvenstva 1935./36. i 1940./41.), a također je bila jugoslavenski prvoligaš. Osim toga, Ilirijin Stanko Tavčar bio je prvi slovenski igrač koji je nastupio za reprezentaciju Kraljevine Jugoslavije. Bio je član reprezentacije na Olimpijskim igrama 1920. i igrao je u utakmicama protiv Čehoslovačke i Egipta, prve dvije utakmice u povijesti reprezentacije. SK Ljubljana je djelovao do 1941. i izbijanja Drugog svjetskog rata, kada su obustavljene sve sportske aktivnosti u Ljubljani.

### NK Ilirija (1950. – 1991.)
Nakon Drugog svjetskog rata, uz pomoć nekih bivših prijeratnih igrača, klub je ponovno osnovan 1950. Novoosnovani klub bio je smješten u predgrađu Ljubljane u Zgornjoj Šiški, gdje je 1963. izgradio vlastiti moderni stadion. Igrali su uglavnom u Slovenskoj republičkoj ligi, ligi trećeg ranga u SFR Jugoslaviji. Najveći uspjeh je bilo drugo mjesto u sezoni 1971./72. Momčad koju su činili Jerebic, Rojina, Šmon, Erjavec, Kolenc, Dermastija, Godler, Ahlin, Filip, Jalšavec, Jesenšek, Daneu i Prelovšek, natjecala se tako za amatersko prvenstvo Jugoslavije te godine izgubivši u finalu od Vrbasa. Godine 1986. Ilirija ispada iz republičke lige i nastavlja igrati u lokalnim regionalnim ligama sve do raspada Jugoslavije.

### Od 1991. god
Nakon osamostaljenja Slovenije 1991. Ilirija je nekoliko sezona igrala u novoosnovanoj slovenskoj Drugoj ligi. U sezoni 1992./93. završila je na 15. mjestu i potom ispala u slovensku Treću ligu. Od tada se Ilirija natjecala u ligama izvan prve dvije lige sve do 2017. kada se vratila u Drugu slovensku ligu.

## Boje i grb
Tradicionalne boje Ilirije su zelena i bijela, boje koje se snažno povezuju s gradom Ljubljanom. Iako su zeleno-bijele bile klupske boje od samog početka, Ilirija je u ranim godinama obično nosila crveno-bijele dresove sa zvijezdom, omaž praškoj Slaviji.
Klupske boje 1932. bile su bijela i zelena, a klupska adresa Dunajska cesta 15 kav. Evropa.
Klupski grb prikazuje ime, godinu osnutka i stupac u dorskom redu. Sam naziv je referenca na povijesnu regiju Iliriju.

## Stadion
U međuraću Ilirija je domaće utakmice igrala na igralištu uz Celovšku cestu, koje je izgrađeno 1919. godine, a nalazilo se između Državne stanice i Pivovare Union. Nakon Drugog svjetskog rata, Ilirija se preselila u Športni park Ilirija, gdje je 1963. izgrađen sadašnji domaći teren kluba. Ima kapacitet od 4000 i treći je najveći stadion u Ljubljani. Osim nogometa, također je bio domaćin natjecanja spidveja između 1963. i 2020. godine.

## Uspjesi

### Jugoslavija
- Prvenstvo Ljubljanskog nogometnog podsaveza
  - Pobjednik: 1920., 1920./21., 1921./22., 1922./23., 1923./24., 1924./25., 1925./26., 1926./27., 1929./30., 1931./32., 1933./34., 1934./35.
- Kup Ljubljanskog nogometnog podsaveza
  - Pobjednik: 1926., 1927., 1928.

### Slovenija
- Treća slovenska nogometna liga
  - Pobjednik: 2015./16., 2020./21.
- 4. slovenski rang
  - Pobjednik: 1995./96.
- 5. slovenski rang
  - Pobjednik: 2003./04., 2012./13.
- Kup MNZ Ljubljana
  - Pobjednik: 2016./17.

## Poznati treneri
| Trener            | Godine        |
| ----------------- | ------------- |
| Vlado Miloševič   | 2011./12.     |
| Goran Markovič    | 2012./15.     |
| Žiga Starič       | 2015./17.     |
| Stanko Božičevič  | 2017./18.     |
| Željko Mitraković | 2018.         |
| Zoran Zeljković   | 2018./19.     |
| Krištof Kastelec  | 2019.         |
| Borut Jermol      | 2019./20.     |
| Rok Golob         | 2020./21.     |
| Žiga Starič       | 2021.         |
| Marko Babić       | 2022.         |
| Goran Stanković   | 2022.         |
| Robert Kopčič     | 2023. – danas |

## Unutarnje poveznice
- Ljubljana

## Vanjske poveznice
- Službena web stranica